# Bátaszék
Bátaszék (Duits: Badeseck) is een plaats en gemeente in het zuidoosten van het Hongaarse comitaat Tolna. Bátaszék telt 6011 inwoners (2021) en verkreeg in 1995 de status van stad.
Symbool van het stadje is de neogotische Onze-Lieve-Vrouwekerk (Nagyboldogasszony-templom), die in 1903 werd ingewijd en een 82,5 meter hoge toren heeft. Een ander symbool is de oudste boom van de stad, een donzige eik, die in 2016 tot Europese boom van het jaar werd verkozen.

## Bevolking
Lange tijd werd Bátaszék ook door Serviërs en door Donau-Zwaben bewoond. De Servische bevolking vertrok in 1921 vrijwel geheel naar het Koninkrijk der Serven, Kroaten en Slovenen (het latere Joegoslavië), nadat de kortstondige Servisch–Hongaarse Baranya–Baja-republiek zich niet had kunnen handhaven. De Donau-Zwaben waren vanaf 1718 uit Duitsland gehaald. Zij moesten Hongarije na de Tweede Wereldoorlog verlaten. In hun plaats kwamen Hongaren uit de Boekovina en uit Slowakije,de laatste in het kader van de Tsjechoslowaaks-Hongaarse bevolkingsruil. Van de joodse bevolking van Bátaszék, die in 1941 uit 103 mensen had bestaan, overleefde vrijwel niemand de Holocaust. Aan hen herinnert een vervallen joodse begraafplaats.

## Stedenbanden
Bátaszék onderhoudt stedenbanden met Besigheim (Duitsland, sinds 1992), Ditrău (Roemenië, 1996) en Tekovské Lužany (Slowakije, 1997). Uit de laatste plaats zijn veel inwoners van Bátaszék oorspronkelijk afkomstig.